# Ferrovie Torino Nord
La società Ferrovie Torino Nord, nota anche con la sigla FTN, nasce all'inizio degli anni trenta del ventesimo secolo dalla fusione delle società «Ferrovia Torino-Ciriè-Valli di Lanzo» (FTCL) e «Ferrovia Centrale del Canavese» (FCC) che eserciscono la ferrovia Torino-Ceres e la ferrovia Canavesana.
Dopo la cessione alla SATTI della Canavesana nel 1958 e la revoca anticipata della concessione della Torino-Ceres nel 1963, la FTN prosegue l'attività nel settore immobiliare e finanziario trasferendo la sede da Torino a Milano, dove ne viene dichiarato il fallimento nel 1994.

## Storia

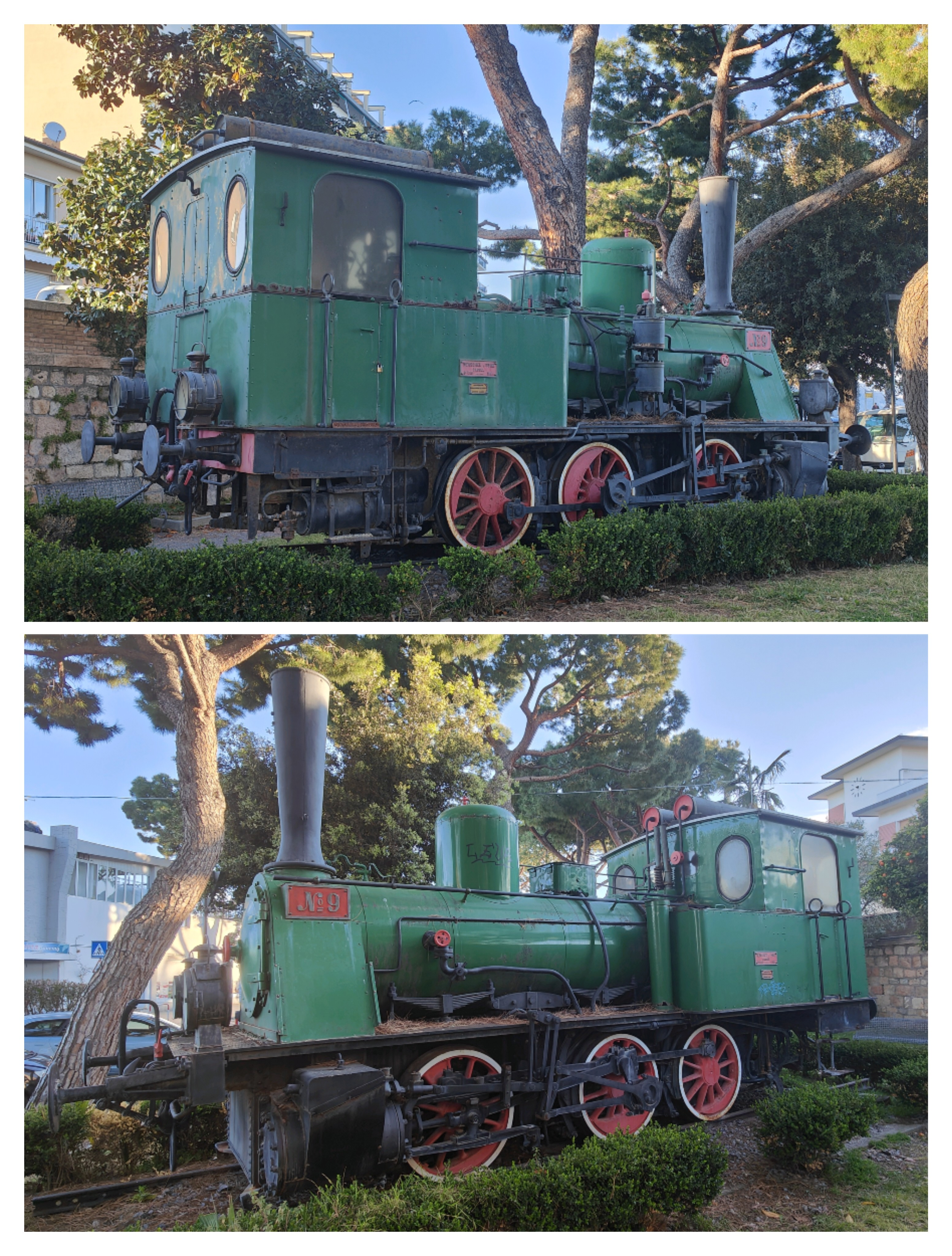
Locomotiva Henschel & Sohn nr. 7329 del 1887, della FTN linea Canavesana a Loano come monumento.

Il 29 marzo 1933 le assemblee generali degli azionisti delle società «Ferrovia Torino-Ciriè-Valli di Lanzo» (FTCL) e «Ferrovia Centrale del Canavese» (FCC), esercenti la Ferrovia Torino-Ceres e la Ferrovia Canavesana, deliberano con effetto retroattivo dal 1º gennaio 1933 la fusione delle società con incorporazione della prima nella seconda, che muta la propria denominazione in «Ferrovia Torino Nord», ragione sociale che si modifica in «Ferrovie Torino Nord» in occasione del "Riconoscimento della fusione delle Società «Ferrovia Torino-Ciriè-Valli di Lanzo» e «Ferrovie Torino Nord» (già Ferrovia Centrale del Canavese)" con regio decreto n. 1309 del 12 luglio 1934.

### Le concessioni ferroviarie

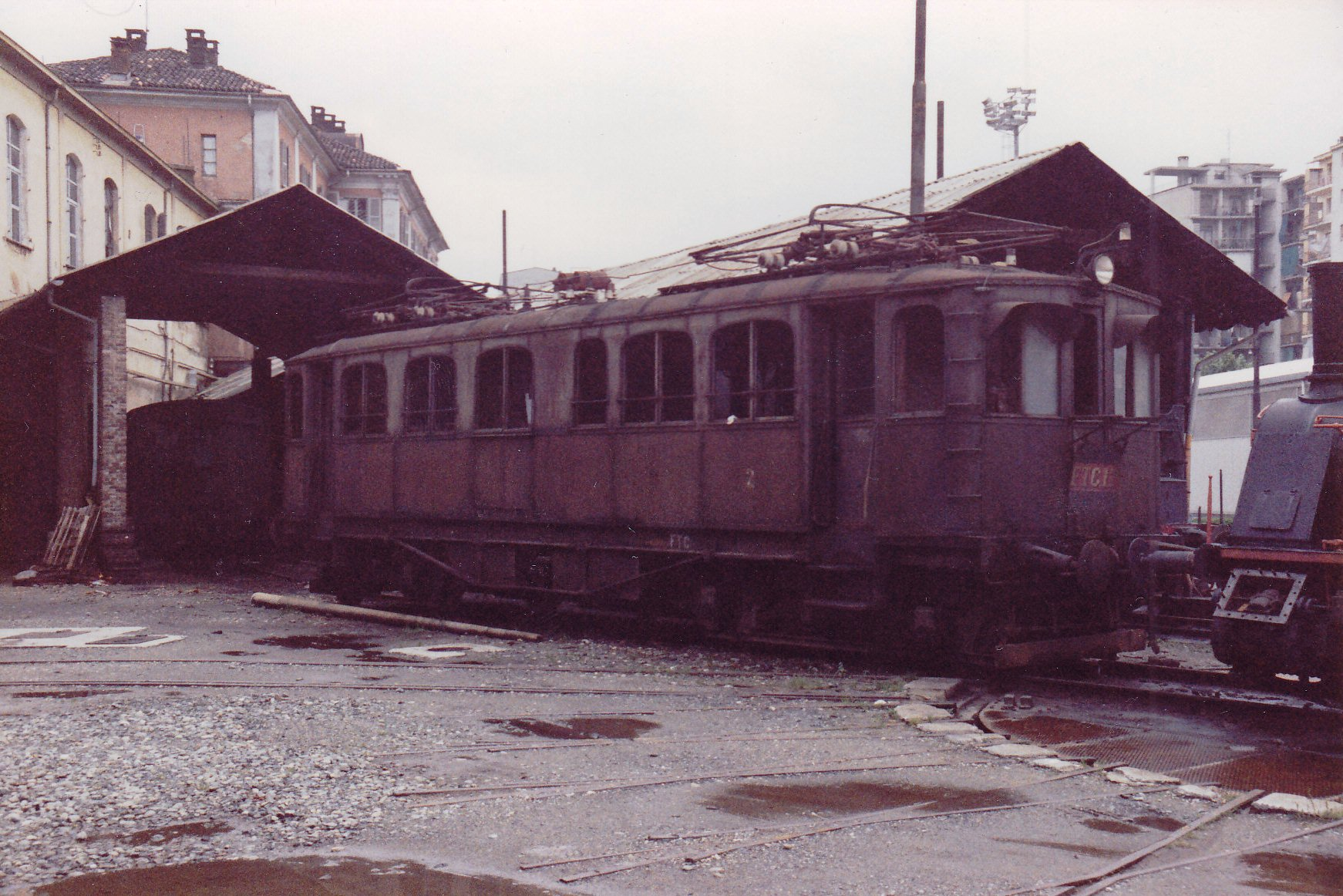
Elettromotrice FTC 17 a Torino Ponte Mosca

La fusione delle due società viene deliberata ed eseguita unicamente allo scopo di elettrificare la ferrovia Canavesana, previo allacciamento con la Torino-Ceres, ma nonostante la proposta allo Stato di tali opere a carico della società FTN fin dal 1933, le sfavorevoli contingenze economiche e politiche del tempo determinano il respingimento da parte dei ministeri competenti sia del progetto di allacciamento che di quello di elettrificazione.
In mancanza della bretella di collegamento la gestione delle due ferrovie rimane di fatto separata, con rendiconti finanziari diversi, scambio di materiale rotabile quasi inesistente e le officine di manutenzione che agiscono in modo indipendente.
Mentre la ferrovia Torino-Ceres gode di una situazione finanziaria con i bilanci in attivo, a partire dagli anni quaranta la ferrovia Canavesana precipita in uno stato di progressivo decadimento determinato dalla vetustà dei veicoli e degli impianti, che porta a un calo del traffico sempre più vistoso, situazione che in un'assemblea del marzo 1953 fa prendere in considerazione per la prima volta la possibilità di scorporare la ferrovia Canavesana dalle FTN «per la favorevole applicazione dell'art. 6 della Legge 2 agosto 1952, n. 1221 sul potenziamento delle ferrovie concesse».
Nella medesima assemblea vengono anche esaminate le alternative per i progetti di ammodernamento che, sulla base della summenzionata legge, potrebbero realizzarsi con un congruo concorso da parte dello Stato secondo il complesso e costoso progetto del 1933, oppure più semplicemente e rapidamente con l'acquisto di locomotive Diesel e vetture moderne, ma nessuna delle ipotesi trova attuazione.
Negli anni seguenti l'interesse per l'elettrificazione viene meno e l'orientamento allo scorporo dalle FTN non fa altro che acuire la crisi della Canavesana, che culmina con la cessione dell'esercizio alla Società per Azioni Torinese Tranvie Intercomunali (SATTI) il 1º gennaio 1958 e il suo subentro definitivo con l'assunzione della direzione il 1º maggio 1958.

### Le ultime attività
Dopo la cessione della Canavesana l'attività delle Ferrovie Torino Nord prosegue sulla sola Torino-Ceres, la cui concessione scade nel 1968, fino a quando una violenta piena della Stura provoca nel novembre 1962 il crollo di un ponte di ragguardevoli dimensioni nei pressi di Venaria, interrompendo la circolazione ferroviaria e obbligando i viaggiatori al trasbordo; di fronte a un danno così rilevante le FTN dichiarano apertamente di non essere disposte a finanziarne il ripristino, iniziando così una prova di forza col Ministero dei Trasporti che porta alla decadenza anticipata della concessione il 16 maggio 1963 e all'affidamento della gestione a un commissario governativo.
La vicenda ha però un lunghissimo strascico giudiziario perché le FTN fanno ricorso alla magistratura contro il provvedimento governativo, ottenendo all'inizio del 1977 un risarcimento di due miliardi e mezzo di lire da parte dello Stato.
Con l'estromissione dalla gestione della ferrovia Torino-Ceres l'attività delle Ferrovie Torino Nord, società quotata in borsa, prosegue nel campo immobiliare e finanziario con la costruzione di stazioni turistiche invernali (tra cui Garessio 2000) e la partecipazione ai capitali di altre aziende italiane.
Dopo essere stata nelle mani dei fratelli Massimo e Cesare Canavesio, finanzieri torinesi, la società si trasferisce a Milano e finisce in cattive acque (nel 1992 aveva avuto una perdita di 55 miliardi di lire e un indebitamento di 170 miliardi) subendo l'infiltrazione di capitalisti malavitosi che intendono utilizzarla per riciclare denaro sporco; dopo l'arresto di alcuni amministratori nel 1993, la FTN sembra destare l'interesse di Giorgio Falck e altri imprenditori verso alcuni asset aziendali, ma la cosa non si concretizza e il 3 marzo 1994 il tribunale di Milano ne dichiara il fallimento.
 Per il crac della società vi furono nel 2007 otto condanne per bancarotta fraudolenta e falso in bilancio.